# Виньобль и Бастид
Виньо́бль и Басти́д (фр. Vignobles et Bastides) — кантон во Франции, находится в регионе Юг-Пиренеи, департамент Тарн. Входит в состав округа Альби.
Код INSEE кантона — 8123. В состав кантона входит 25 коммун. Центральный офис расположен в Рабастенсе.
Кантон был образован 22 марта 2015 года. В состав новообразованного кантона вошли коммуны упразднённых кантонов Кастельно-де-Монмираль (12 коммун), Сальваньяк (8 коммун), Рабастенс (4 коммуны) и Лиль-сюр-Тарн (1 коммуна).

## История
Новая норма административного деления, созданная декретом от 17 февраля 2014 года, вступила в силу на первых региональных (территориальных) выборах (новый тип выборов во Франции). Таким образом, единые территориальные выборы заменяют два вида голосования, существовавших до сих пор: региональные выборы и кантональные выборы (выборы генеральных советников). Первые выборы такого типа, на которых избирают одновременно и региональных советников (членов парламентов французских регионов), и генеральных советников (членов парламентов французских департаментов), состоялись в два тура 22 и 29 марта 2015 года. Эта дата официально считается датой создания новых кантонов и упразднения части старых. Начиная с этих выборов, советники избираются по смешанной системе (мажоритарной и пропорциональной). Избиратели каждого кантона выбирают Совет департамента (новое название генерального Совета): двух советников разного пола. Этот новый механизм голосования потребовал перераспределения коммун по кантонам, количество которых в департаменте уменьшилось вдвое с округлением итоговой величины вверх до нечётного числа в соответствии с условиями минимального порога, определённого статьёй 4 закона от 17 мая 2013 года.

## Население
Население кантона на 2013 год составляло 18 224 человек.

## Коммуны кантона
| Коммуна                | Население, чел. (2012) | Почтовый индекс | Код INSEE |
| ---------------------- | ---------------------- | --------------- | --------- |
| Алос                   | 103                    | 81140           | 81007     |
| Андийак                | 120                    | 81140           | 81012     |
| Бове-сюр-Теску         | 321                    | 81630           | 81024     |
| Вьё                    | 180                    | 81140           | 81316     |
| Гразак                 | 528                    | 81800           | 81106     |
| Кампаньяк              | 123                    | 81140           | 81056     |
| Кастельно-де-Монмираль | 1005                   | 81140           | 81064     |
| Каюзак-сюр-Вер         | 1072                   | 81140           | 81051     |
| Ларрок                 | 170                    | 81140           | 81136     |
| Ла-Созьер-Сен-Жан      | 247                    | 81630           | 81279     |
| Ле-Вердье              | 232                    | 81140           | 81313     |
| Лиль-сюр-Тарн          | 4379                   | 81310           | 81145     |
| Мезан                  | 400                    | 81800           | 81164     |
| Монвалан               | 209                    | 81630           | 81185     |
| Монгайар               | 398                    | 81630           | 81178     |
| Мондюрос               | 344                    | 81630           | 81175     |
| Монтель                | 106                    | 81140           | 81176     |
| Пюисельси              | 474                    | 81140           | 81217     |
| Рабастенс              | 5187                   | 81800           | 81220     |
| Рокмор                 | 404                    | 81800           | 81228     |
| Сальваньяк             | 1123                   | 81630           | 81276     |
| Сен-Бозиль             | 120                    | 81140           | 81243     |
| Сент-Сесиль-дю-Керу    | 122                    | 81140           | 81246     |
| Сент-Юрсис             | 232                    | 81630           | 81272     |
| Торьяк                 | 287                    | 81630           | 81293     |